# 花田勝彦
花田 勝彦（はなだ かつひこ、1971年6月12日 - ）は、日本の陸上競技（長距離走・マラソン）元選手、現指導者。
京都府京都市生まれ、滋賀県出身。滋賀県立彦根東高等学校・早稲田大学人間科学部スポーツ科学科卒業。エスビー食品を経て上武大学ビジネス情報学部准教授・上武大学駅伝部監督、GMOアスリーツ監督を歴任した。現在は早稲田大学競走部駅伝監督を務める。

## 競技者時代
1989年の彦根東高校3年時、高知インターハイ1500mで3分54秒41をマークし、優勝した武井隆次に次ぐ5位であった。早大OBの瀬古利彦の勧誘を受け、1990年、早稲田大学に入学。同大学競走部では同期の武井隆次、櫛部静二とともに早大三羽烏と呼ばれ注目を浴びる。2年後輩には渡辺康幸がいる。1993年正月に行われた第69回箱根駅伝の4区（20.9km）では、1時間02分07秒の区間新記録で区間賞を獲得し、同大学の7年ぶりの往路優勝・8年ぶりの総合優勝に貢献した。同年の全日本インターカレッジでは5000mで優勝している。
早大卒業後、瀬古利彦が監督を務めていたエスビー食品に入社し、陸上競技部で活躍した。1994年の日本選手権では5000mで優勝。1996年のアトランタ五輪選考会の日本選手権では10000mで2位。いずれの2レースとも、カネボウの高岡寿成vs花田・渡辺康幸・平塚潤らエスビー食品勢の強烈なデッドヒートが繰り広げられ、5000mでは、ラスト800mでスパートを仕掛け、追う高岡を平塚がラスト250mでかわし抑え込む形となり、高岡に競り勝ち優勝。10000mでは、平塚・渡辺をかわした高岡にラスト100mでかわされ2着であった。
1997年のアテネ世界陸上マラソン代表。1996年のアトランタオリンピック陸上競技男子10000m代表、2000年のシドニーオリンピック陸上競技男子5000m・10000m代表と、2度のオリンピック出場を果たす。シドニーオリンピック以降は、ケガの影響もあり目立った活躍はなく2004年引退。引退後、指導者に転身。

### マラソン全成績
| 大会名                     | 順位     | 備考                          |
| -------------------------- | -------- | ----------------------------- |
| 1995年別府大分毎日マラソン | 17位     | 2時間19分56秒                 |
| 1995年びわ湖毎日マラソン   | 51位     | 2時間23分42秒                 |
| 1995年福岡国際マラソン     | 6位      | 2時間10分39秒                 |
| 1997年びわ湖毎日マラソン   | 5位      | 2時間10分02秒（生涯自己記録） |
| 1997年世界陸上アテネ大会   | 34位     | 2時間25分00秒                 |
| 1998年シドニーマラソン     | 2位      | 2時間16分42秒                 |
| 1998年福岡国際マラソン     | 15位     | 2時間13分51秒                 |
| 1999年東京国際マラソン     | 途中棄権 |                               |
| 2001年びわ湖毎日マラソン   | 7位      | 2時間11分45秒                 |
| 2003年別府大分毎日マラソン | 27位     | 2時間24分20秒                 |

## 監督時代
一通のメールが届いたことをきっかけに、上武大学陸上部にメール交換での指導がはじまった。その後大学から正式な依頼を受け監督を引き受け、2004年4月、陸上部から長距離部門が独立し14名の駅伝部が誕生した。
創部1年目の第81回箱根駅伝予選会では19位となる。3年目の第83回大会予選会では13位となり、チーム内トップの選手が関東学連選抜チームに選出された。2007年の第84回大会予選会では個人31位に入った福山真魚が関東学連選抜に選出され、本大会では5区に出場。上武大学駅伝部として初の箱根ランナーとなった。福山は区間3位の好成績を残した。
2008年、長谷川裕介が天皇賜杯第77回日本インカレ1500mで優勝。第85回箱根駅伝予選会では前年の13位から大きく躍進する3位に入り、箱根駅伝初出場を果たす。本大会では総合21位の成績を残した。以来、花田の退任まで8年連続で予選会を突破し、箱根駅伝に連続出場を果たしている。
2010年の第86回箱根駅伝では10区の福島弘将が大学初の区間賞を獲得した。2011年の第43回全日本大学駅伝関東地区選考会では6位で選考会を通過し、全日本大学駅伝に初出場を果たす。本戦では6位と健闘し、初出場ながら初シード獲得の快挙を成し遂げる。同年の第88回箱根駅伝予選会ではトップ通過を果たした。
上武大学駅伝部ではなかなか高校時代に実績のある選手をスカウトできないなかで、箱根や全日本などの本戦出場を決めたことにより、育成能力は高い評価を受けた。花田は箱根駅伝を通過点とし、個人として世界で活躍できる選手を育成することを目標にした。また、上武大が関わらない駅伝・マラソン大会ではテレビ解説者として出演することもある。
なお上武大学駅伝部出身で、社会人入りしてから活躍した選手では、2018年別府大分毎日マラソンで2位入賞し2018年アジア競技大会マラソン代表となった園田隼（黒崎播磨）がいる。園田は大学在学中に箱根駅伝では山登りの5区を担当し、3年時の第87回大会は区間14位、4年時の第88回大会は区間13位だった。4年時の第43回全日本大学駅伝では最終8区を担当し、初出場のチームを初シード獲得へ導いている。
2016年3月末で上武大学駅伝部監督を退任、准教授の職も辞した（後任監督はエスビー食品の後輩で同上武大駅伝部コーチの近藤重勝が昇格）。同年4月1日よりIT大手のGMOインターネットが創設したGMOアスリーツの監督に就任した。GMOでは駅伝参入初年度の2020年1月1日の全日本実業団対抗駅伝競走大会（ニューイヤー駅伝）で5位入賞に導き、また2020年12月の福岡国際マラソンで日本歴代9位タイの記録で優勝した吉田祐也らを指導した。
2022年3月末をもってGMO監督を退任した（後任監督は中央発條監督の亀鷹律良）。その年の6月に母校、早稲田大学競走部の駅伝監督に就任した。

### 本戦結果
上武大学駅伝部
| 大会名                             | 順位 | 備考                              |
| ---------------------------------- | ---- | --------------------------------- |
| 第84回東京箱根間往復大学駅伝競走   | --   | 学連選抜として出場(福山真魚)      |
| 第85回東京箱根間往復大学駅伝競走   | 21位 | 予選会3位                         |
| 第86回東京箱根間往復大学駅伝競走   | 14位 | 予選会3位 10区 - 区間賞(福島弘将) |
| 第87回東京箱根間往復大学駅伝競走   | 19位 | 予選会5位                         |
| 第43回全日本大学駅伝対校選手権大会 | 6位  | 予選会6位 初シード                |
| 第88回東京箱根間往復大学駅伝競走   | 16位 | 予選会1位                         |
| 第44回全日本大学駅伝対校選手権大会 | 7位  |                                   |
| 第89回東京箱根間往復大学駅伝競走   | 18位 | 予選会5位                         |
| 第90回東京箱根間往復大学駅伝競走   | 20位 | 予選会11位                        |
| 第46回全日本大学駅伝対校選手権大会 | 13位 | 予選会4位                         |
| 第91回東京箱根間往復大学駅伝競走   | 18位 | 予選会6位                         |
| 第92回東京箱根間往復大学駅伝競走   | 20位 | 予選会10位                        |

GMOアスリーツ
| 大会名                             | 順位 | 備考                            |
| ---------------------------------- | ---- | ------------------------------- |
| 第64回全日本実業団対抗駅伝競走大会 | 5位  | 東日本実業団対抗駅伝競走大会5位 |
| 第65回全日本実業団対抗駅伝競走大会 | 9位  | 東日本実業団対抗駅伝競走大会2位 |
| 第66回全日本実業団対抗駅伝競走大会 | 9位  | 東日本実業団対抗駅伝競走大会5位 |